# Floralis Generica
A Floralis generica é uma escultura metálica feita em 2002, situada na Plaza de las Naciones Unidas, entre a Avenida Figueroa Alcorta e Austria, no bairro Recoleta, da cidade de Buenos Aires, presenteada à cidade pelo arquiteto argentino Eduardo Catalano.
A escultura se situa no centro de um parque de quatro hectares arborizados, cercado por trilhas que oferecerem diferentes perspectivas do monumento, que está localizado acima de um espelho de água. Além da função estética, o espelho d'água protege o monumento.
A grande flor feita em aço inoxidável com esqueleto de alumínio pesa dezoito toneladas e atinge 23 metros de altura. 
Sua construção foi autorizada pela Lei 638/01.

## Abertura e fechamento da flor
Uma das características da flor é um sistema elétrico que abre automaticamente e fecha as pétalas, dependendo da hora do dia. Durante a noite a flor fecha e emana de seu interior um brilho vermelho e abre-se pela manhã. Este mesmo mecanismo que abre a flor faz com que esta se feche na presença de ventos fortes. Ele abre todas as manhãs às 8h e termina ao pôr do sol, em um horário que varia conforme a estação. Quando da inauguração, problemas técnicos impediram seu fechamento, mas estes foram resolvidos dois meses depois. 
Há quatro noites especiais em que as pétalas estão abertas: 25 de maio, 21 de setembro e 24 e 31 de dezembro.
Segundo o autor, o arquiteto Eduardo Catalano, Floralis significa que seja parte da flora e genérica derivada do conceito de "gênero" e indica que ela representa todas as flores do mundo.

## Dimensões
- 23 m de altura
- Diâmetro 
 com pétalas fechadas: 16 m 
com pétalas abertas: 32 m
- Espelho d'água: 44 m de diâmetro